# Saltos del Sil
Saltos del Sil fue una empresa hidroeléctrica española creada en 1945. Adquirida en 1963 por Iberduero, actual Iberdrola, con quien se fusionó en 1983.

## Historia
Fue constituida en 1945 por Minero Siderurgica de Ponferrada que le traspasó las concesiones hidráulicas de las que disponía desde 1944 en la cuenca de los ríos Sil y Bibey.
Entre sus socios estaban también el Banco Pastor, el Banco Santander y Eléctricas Leonesas,  vinculada con el Banco Central.
Sus primeros derechos hídricos los adquirió Minero Siderúrgica de Ponferrada y entre ellos se encontraba la cuenca del Sil entre Puente de Domingo Florez y la desembocadura del río Miño.
Su sede central estaba en Madrid, pero las operativas se constituyeron en La Rúa, Puebla de Trives y Viana del Bollo.
Posteriormente, junto con la empresa Hidroeléctrica de Moncabril, construyó todo el sistema hidroeléctrico de la cuenca de los ríos Navea, Bibey, Camba, Xares y Tera.
Contó con su propia empresa constructora, denominada Construcciones del Sil y con líneas eléctricas entre Galicia, Ponferrada y Madrid.
Propietaria de los embalses de As Portas, Edrada, Cenza, Bao, Pumares, San Esteban y San Pedro.
Entre las centrales destacaban: San Esteban, Sequeiros, Pumares, Puente Bibey, Conso, Moncabril, Puente Novo y Santa Olalla.
Actualmente la Minero Siderurgica de Ponferrada, mantiene actividad en el sector eléctrico mediante la empresa Distribuidora Eléctrica del Sil.